# C/2012 J1 (Catalina)
C/2012 J1 (Catalina) — одна з гіперболічних комет. Ця комета була відкрита 13 травня 2012 року; вона мала 16.4m на час відкриття.